# Andrássy Gyula Gimnázium és Kollégium
A Békéscsabai Andrássy Gyula Gimnázium és Kollégium (régebbi nevein Rózsa Ferenc Gimnázium, Rudolf Főgimnázium) (mint a neve is mutatja) egy békéscsabai középfokú oktatási intézmény, gimnázium és kollégium. A város és a vármegye egyik leghíresebb és legelismertebb gimnáziuma. A megyeszékhely iskolái közül a legrégebbi múltra tekint vissza. Ennek megfelelően jelenleg sokan választják elsőként az „Andrássyt” a középiskolák közül. Az iskola diákjai hagyományosan jól szerepelnek a tanulmányi- és sportversenyeken, igen erős a közösségi szellem. Jelenlegi nevét 2008-ban kapta az Osztrák–Magyar Monarchia egykori külügyminiszteréről, Magyarország miniszterelnökéről, Andrássy Gyuláról, de napjainkban még jóval ismertebb az 1948-tól 2008-ig használt neve, amikor is az evangélikus egyház által működtetett egykori Rudolf Főgimnáziumot államosították, átnevezve Rózsa Ferenc nevére. Az intézmény 1994-ben költözött az új épületbe, amit a BÁÉV Rt. alakított át a korábbi Nagysándor József laktanyából. Tanulmányi eredményekben stabilan a legjobbak közt van a vármegyében, a 2004-es évben például tanulói 11-szer szerepeltek eredményesen országos középiskolai tanulmányi versenyeken, ez pont annyi, mint a rangsorban utána következő két iskola együttes eredménye. Az országos ranglistán is stabilan igen jó helyen található a magyarországi gimnáziumok körében.

## Története
Az intézménynek meglehetősen régre visszatekintő történelme van, 1855-től 1948-ig az evangélikus egyház kezelésében állott, csak utána lett állami gimnázium. Emiatt mind a jelenlegi Evangélikus Gimnázium, mind a Andrássy Gyula Gimnázium jogelődjének tekinti az 1855-1948 között működő iskolát.

### A jogelőd – az Evangélikus Gimnázium (1855–1948)
A török háborúk után Békés vármegye teljesen romokban hevert, lakossága nagyrészt elmenekült, iskolái elpusztultak. Az országos átlaghoz képest is jóval nagyobb volt a pusztítás, így először a legsürgetőbb helyreállításokat végezték el, csak utána következhetett az oktatás. Ezt nehezítette, hogy ebben az időben nem Békéscsaba, hanem Gyula volt a vármegye székhelye. Így a központi kormányzat is elsősorban ide összpontosította a forrásokat, ezáltal aránylag későre tehető az első csabai gimnázium megszervezése.

#### Algimnázium (1855–1899)

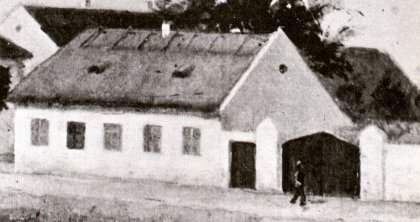
Az algimnázium az 1870-es években

Az iskolát 1855-ben alapította a evangélikus egyház, először még algimnáziumi rangban. Az első épület egy kicsi, nádfedeles ház volt, ahol együtt volt a négy osztály, a pedellus és a szertár is. Elég rosszul felszerelt, szegényes intézmény volt. Békéscsaba polgárai és a képviselő-testület a kezdetektől támogatta az intézményt, ám a rossz helyzet továbbra is fennállt, a tanfelügyelő megrovásban részesítette az intézményt. Ennek hatására a fenntartó egyház tandíjat vezetett be, hogy a legszükségesebb munkákra legyen pénz, ez azonban a diáklétszám megcsappanását okozta.

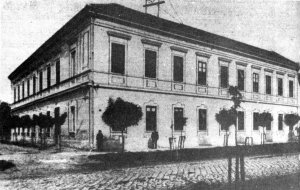
Az algimnázium épülete az 1890-es évek elején

Megoldást csak egy új épület jelenthetett. A tervekkel Sztraka Ernő mérnököt bízták meg, aki hamar megalkotta az általa megálmodott épület terveit. A teljes munka 21 000 koronába került volna. Ennyit sem a fenntartó, sem a község nem tudott előteremteni. Támogatásért fordultak az államhoz, azonban a hatalom sem segített. Így csak a régi épület felújítására és a tervek egy részének kivitelezésére kerülhetett sor. A tanfelügyelet másodjára is megrovással fenyegetőzött. Az intézmény vezetői a minisztériumhoz fordultak némi halasztást kérve, most az adakozóknak is köszönhetően megkezdődhetett a munka, egy teljesen új épület felépítése. Elkészült az új könyvtár, a szertár, a rajzterem és egy hivatali szoba. A régi épületben az átalakítás során kialakítottak három osztálytermet és egy házfelügyelői lakást. 1890-ben újra megintették a gimnáziumot a talált hiányosságok miatt. Harmadik intés az iskola bezárását jelentette volna, ezért nehéz helyzetbe került a vezetés.
A bővítést 1891-re tervezték, ám a forráshiány miatt ezt a dátumot nem tudták tartani. Így halasztást kértek, majd a község segítségével megkezdődhetett az építkezés, amely ingyen átengedett egy megfelelő telket, segélyt is biztosítva hozzá. A kész épület 1892. augusztus 15-én készült el, és ezt már a Vallás- és Közoktatási Minisztérium is rendben lévőnek találta. A lakosságnak egyértelműen megfogalmazott igénye volt az iskola továbbfejlesztése.

#### Főgimnázium (1899–1914)

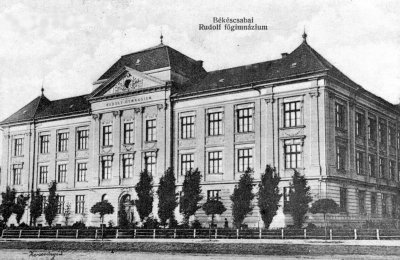
A Rudolf Főgimnázium új épülete
A képet Zvarinyi Lajos készítette

1895-ben napirendre került az algimnázium főgimnáziummá fejlesztése. Azonban az épületet akkorra már kinőtték, az nem felelt meg nyolc osztály igényeinek. Így egy teljesen új épület felépítése mellett döntött a képviselő-testület. Ingyen átengedtek két telket az evangélikus nagytemplom mellett, cserébe az iskola régi épületéért. Az évenkénti támogatást is megduplázták, 2500 koronáról 5000 koronára. Ezután Alpár Ignác már a végleges terven és költségvetésen dolgozhatott. 1898 nyarán kezdődött meg a tényleges munka, ami a jó időjárásnak is köszönhetően jól haladt. Közben a város tovább növelte az átadott telek nagyságát és engedélyezte a Kossuth tér ártézi kútjának bevezetését az épület udvarára. 1899. augusztus 15-ére teljesen elkészült a minden igényt kielégítő kétszintes, szimmetrikus homlokzatú épület, ami az eklektika nyomait viselte magán.
A nagy munka tehát elérte a célját, korához képest is modern és monumentális épület született, ami máig nagyban befolyásolja Békéscsaba belvárosának látképét. 1901-ben megérkezett a már nagyon várt ajándék Ferenc József osztrák császár és magyar királytól: az iskola névadójának, Rudolf trónörökösnek olajfestésű arcképe, valamint az udvari múzeumokban őrzött természettudományi és műtörténeti tárgyakból összeállított gazdag gyűjtemény. Innentől kezdve az iskolát Rudolf Főgimnáziumnak nevezték.

#### A két világháború sodrában
1914-ben kitört az első világháború, ami döntően befolyásolta az intézmény életét. Az iskolát azonnal katonai kórházzá alakították. Csak a szertárak, a tanári könyvtár, valamint az igazgatói iroda és a pedellusok lakásai maradtak meg eredeti rendeltetésükben. Az 1914/15-ös tanévet az ipari iskolában, illetve a Közművelődés Házában kellett kezdeni. A következő évben majdnem meghiúsult az oktatás, mivel ezen helyiségeket is katonai célokra foglalták le, így csak nagy nehezen lehetett biztosítani az oktatáshoz szükséges feltételeket. A nem erre a célra berendezett és felszerelt termekben a fegyelmet nehezen lehetett fenntartani, kísérletezni is képtelenség volt. Így mindez a tanítás rovására ment. Valamivel kedvezőbbé vált a helyzet 1917-ben, amikor a kórház parancsnoksága átengedte az Irányi utcai állami elemi iskolát (ma: 2. Számú Általános Iskola), mert így az összes osztály egy épületbe kerülhetett. A román megszállás után 1920 augusztusáig az akkor alakuló Nemzeti Hadsereg vette igénybe az épületet. A kivonulás után megkezdődhetett az igen nagy károk felmérése. A tornaszertár szinte teljesen tönkrement, a bútorzat megcsappant. A minisztérium segítségével a károkat, hiányosságokat 1926-ra gyakorlatilag teljesen felszámolták. A Horthy-érában jelentős előrelépés tapasztalható, fellendült a természettudományi tárgyak oktatása (gyakorlat bevezetése a fizika-, vegytan- és biológiaórákon). Az idegennyelv-oktatás is örvendetes módon fejlődött.
Ezt az egyenletes fejlődést szakította félbe a második világháború. A tanítás pár nap kivételével ez idő alatt sem szünetelt, a diákság ekkor tíz napon keresztül a Lorántffy Zsuzsanna Leánygimnáziumban tanult. A vidéki tanulók segítésére 1941-ben internátust szerveztek. Az épületben háborús események miatt nagyobb kár szerencsére nem keletkezett, mindössze két kisebb gránáttalálat érte. E károk nagy részét – anyagi fedezet hiányában – csak 1947-48-ban sikerült felszámolni.

### Rózsa Ferenc Gimnáziumként (1948–2008)
1948. június 18-án az egyházi iskola állami tulajdonba került, s felvette az Állami Fiúgimnázium nevet, jogutódja lett az egykori Rudolf Főgimnáziumnak.

#### A szocializmus idején

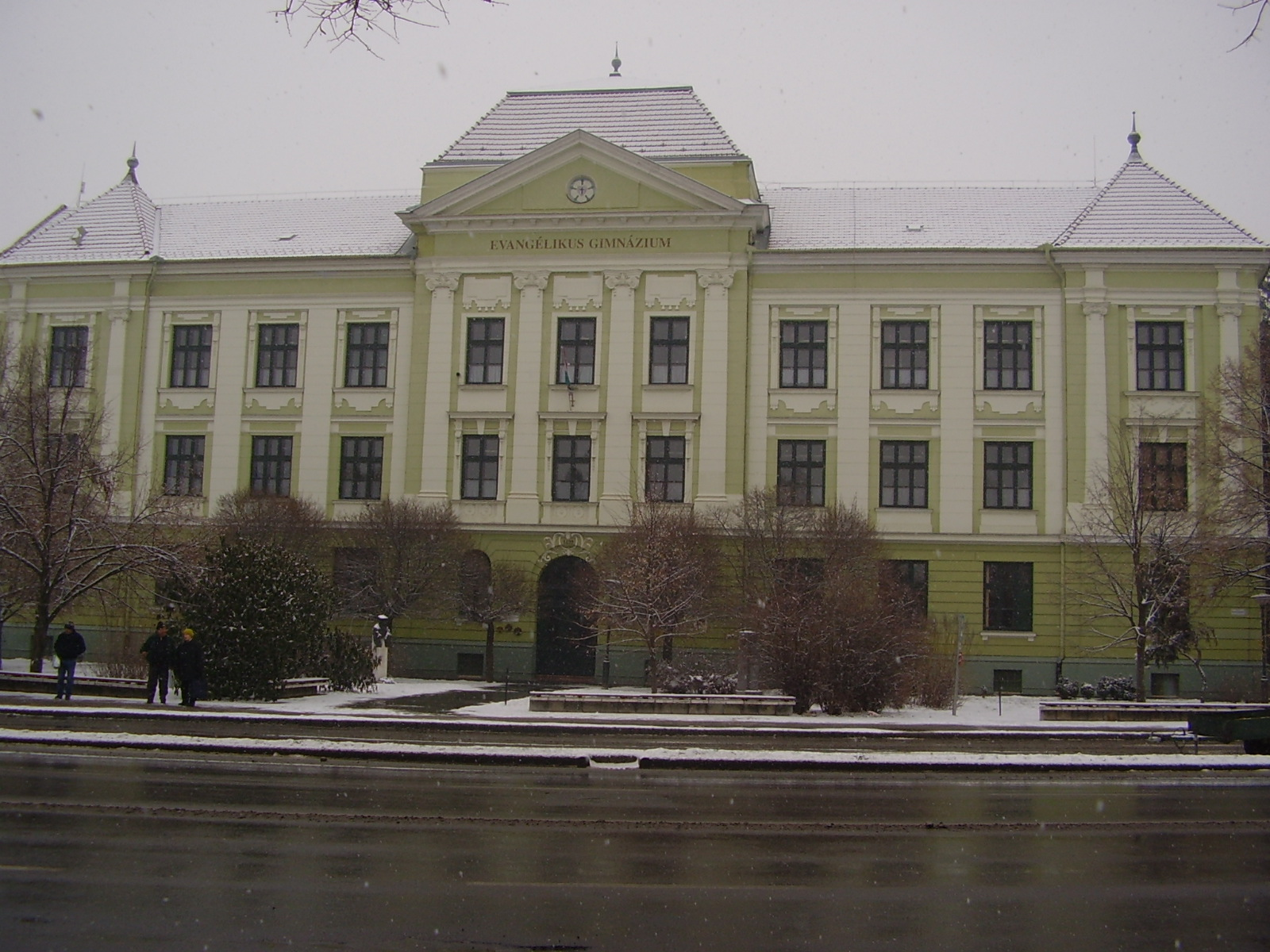
Az iskola épülete 1994-ig, ma az Evangélikus Gimnázium otthona

Mutatja a nem végleges helyzetet, hogy ezután többször történt még névváltoztatás. Békéscsabai Állami Általános Gimnázium, majd az 1950/51-es tanévtől kezdődően Békéscsabai Állami Rózsa Ferenc Általános Fiúgimnáziummá lett átnevezve az iskola; a rendszer Rózsa Ferencet mártírnak tartotta, a korábbi, Habsburgokra utaló név használata szóba sem jöhetett, ahogy az egyházi működtetés sem. Az 1963/64-es tanévtől Békéscsabai Rózsa Ferenc Gimnázium és Kereskedelmi Szakközépiskola lett a neve a gimnáziumnak. 1964-65-ben bővült a szakközépiskolai oktatás, az első nyomdaipari osztályban betűszedést tanultak a diákok. Ettől kezdődően Békéscsabai Rózsa Ferenc Gimnázium és Szakközépiskolaként működött tovább az iskola. Az 1970/71-es tanévben befejeződött a kereskedelmi szakközépiskolai oktatás. 1971-től az iskolában a gimnáziumon kívül már csak nyomdaipari képzés folyt, ezért neve ettől kezdve Békéscsabai Rózsa Ferenc Gimnázium és Nyomdaipari Szakközépiskolára módosult 1980-ig. Bázisüzem kezdettől fogva a KNER Nyomda volt, amely kellő anyagi támogatással, gondoskodással segítette a nyomdászutánpótlás képzését. A nyomdaipari szakközépiskola önállósodása nyomán az iskola neve – egészen 2007-ig Rózsa Ferenc Gimnázium volt.

#### Új épületben (1994-től)

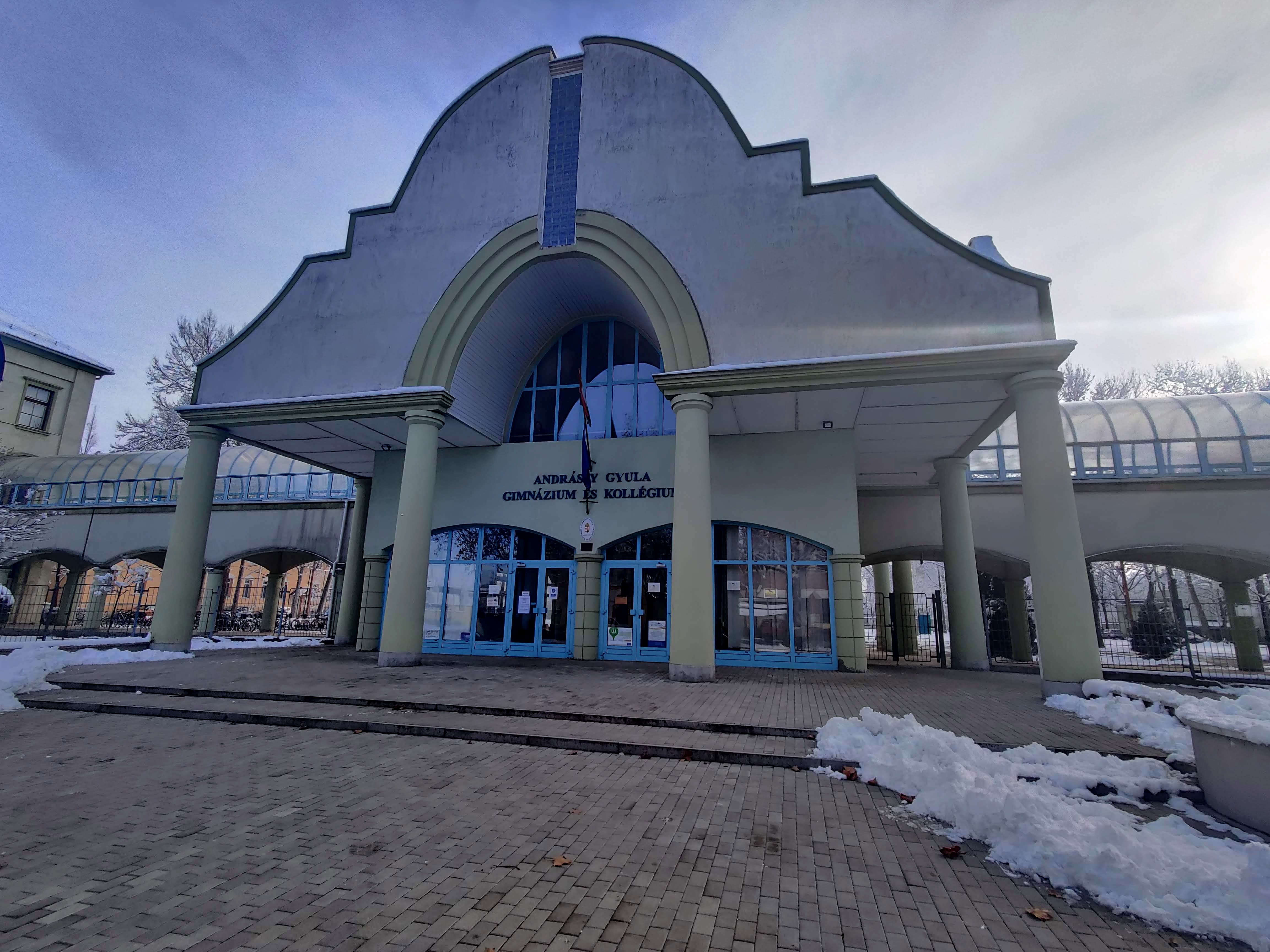
Az aula épülete 2022 januárjában

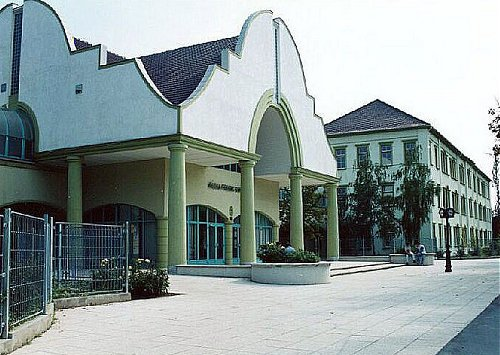
Az iskola épülete 1994-től

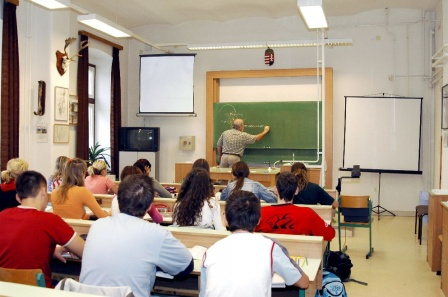
Zajlik a biológiaóra

A rendszerváltás után mozgalmas évek következtek, ugyanis a szocializmus megszűnte után az evangélikus egyház visszakapta eredeti épületét, ahol az Evangélikus Gimnáziumot újra kívánta szervezni. Emiatt szükségessé vált a „Rózsának” egy új helyet keresni, ami nehéz feladat elé állította a városvezetést, de szerencsére sikerült kompromisszumos megoldást találni. Azóta a régi-új Evangélikus Gimnázium a hagyományos helyén, a Szeberényi téren székel egykori épületében, évről évre jobb eredményekkel és növekvő diáklétszámmal. A Rózsa Ferenc Gimnázium 1994. szeptember 5-én költözött a mostani új helyére, a Békéscsabai Nagysándor József laktanyából átalakított iskolába, mely Békéscsabán, az Andrássy út 56. szám alatt található. A hely kiválasztása szerencsés volt, ugyanis a város vasútállomása és autóbusz-pályaudvara is nagyon közel található az iskola épületéhez. A helyi tömegközlekedéssel is igen könnyű megközelíteni, ugyanis az Andrássy Gimnázium nevű megálló pontosan az iskolánál található, ahol számos autóbusz is megáll. A főépület és az aula imponálóan rövid idő alatt, alig fél év alatt készült el, amely a BÁÉV Rt. szakértelmét dicsérte, amiért a cég kitüntetést is kapott. Az egykori laktanya két darab, kétszintes épülete közé építettek egy modern aulát, amit függőfolyosókkal kapcsoltak a meglévő két épületszárnyhoz. Így a diákok és tanárok még rossz időben is védve vannak az időjárás viszontagságaitól. Ezután fokozatosan, 1995-1996-ban adták át (az azóta már az intézménybe integrált) Deák Ferenc Középiskolai Kollégiumot. Nem sokkal ezután átadták a sportpályákat, a tornatermet és az ebédlőt is. A legutolsó munkákat már az ezredforduló után végezték, lebontva a megmaradt egykori honvédségi épületeket, ekkor egy új közösségi pontot és a Mladonyiczky-terme is átadták. Jelenleg 5195 m² hasznos alapterületen 24 tanterem található. Az épületek igen jól felszereltek, modernek, megfelelnek a mai elvárásoknak. A nagy költöztetést Komáromi István, egykori igazgató vezényelte le.. A szétválás után sem romlott meg a két alma mater kapcsolata, közös megegyezéssel úgy döntöttek, hogy az 1948-ig az iskolában érettségizők tablói a jelenlegi Evangélikus Gimnáziumot illeti meg, illetve a régi épületben érettségizett „Rózsás-osztályok” egy része is a régi helyén hagyta a tablóját. A Lorántffy Zsuzsanna Leánygimnázium tablóinak egy része viszont az Andrássyban találhatók.

## Andrássy Gyula Gimnázium – a 21. században

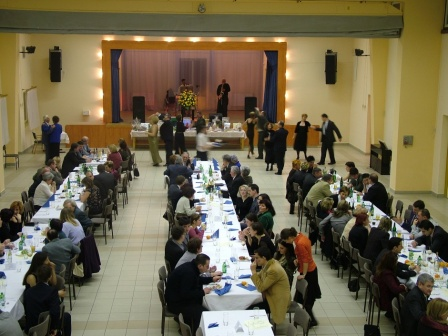
A 150 éves évforduló

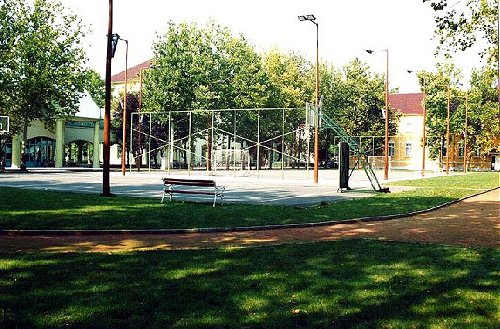
Az udvar

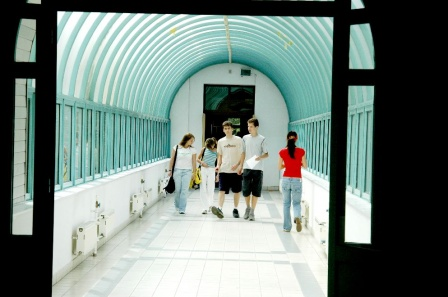
Az aulát és főépületet összekötő folyosó

Az iskola épülete az egyik legfiatalabb és legkorszerűbb Békéscsabán, melyben igen jó hírnevű, jól felkészült, magasan képzett tanárok alkotják a tanári gárdát, így a színvonalas oktatás biztosítva van. 2005-ben ünnepelte az intézmény fennállásának 150. esztendejét, méltó ünnepség keretében emlékeztek a nagyszerű alapítókra. 2007. augusztus 1-jén az önkormányzat átnevezte Rózsa Ferenc Gimnázium és Kollégiumra, mivel az iskola irányítása alá vonták a kollégiumot. Ez az állapot azonban csak egy éven át tartott, 2008 nyarán egy magánszemély indítványára a testület újratárgyalta korábbi döntését, és a semlegesebb, pártokhoz nem kötődő Andrássy Gyula Gimnázium és Kollégium nevet adta az intézménynek. A diákok többsége a régi név megtartása mellett, míg a tanári kar döntő többsége az Andrássy név mellett voksolt. Névváltáskor még több név is felmerült, köztük Rákóczi Ferenc, mivel így megmaradhatott volna a hagyományos rövidítés: RFG. Ugyancsak szóba került a Rózsa Gimnázium és Kollégium elnevezés is. A névváltáshoz kötődően a 2000-es évek legvégétől előtérbe került az új identitás megteremtése, ennek kapcsán a gimnáziumhoz kapcsolható személyek szobrának felállítása, illetve a magyar történelem fontos eseményeiről való megemlékezés vált a központi ponttá. Megváltozott a címer is, illetve a névadó képét is elhelyezték az épületben. A gimnáziumban tanuló diákok létszáma 650 és 700 között ingadozik, az évfolyamonkénti 5 osztály és a 30-35 közötti létszámok miatt.
Az „Andrássyban” (Rózsában) hagyományosan igen sokrétű képzést biztosítottak mindig is, nagy hangsúlyt fektetve a minőségi képzésre. Bár az évek folyamán sokat változott a képzés szerkezete, az mindig próbált lépést tartani a változó körülményekkel. Régebben létezett nyolcosztályos gimnáziumi évfolyam is, ezt azonban 2000-ben felszámolták, azóta csak négyosztályos képzés folyik. Az iskola diákjai általában igen jól szerepelnek a természettudományi versenyeken (biológia, kémia, földrajz), de szép sikereket érnek el matematika, magyar irodalom, nyelvtan és idegennyelvek kategóriában is. 2002-ben indultak be az úgynevezett „Eurofakt”-osztályok, amelyek emelt szintű idegennyelv-oktatást biztosítanak, három világnyelvet is oktatva (angol, német, francia).
Az intézménybe kerüléshez írásbeli felvételire van szükség, mivel évről évre rendszeresen többszörös a jelentkezők száma a lehetőségekhez képest. Az iskola a végzős általános iskolás diákoknak külön tanulmányi versenyt hirdet Horváth János Emlékverseny néven, ahol is írásbeli, majd szóbeli megmérettetés után az első 5 legjobb eredményt elérő diák (magyar és matematika tantárgyakból) mentesülhet a felvételi alól, automatikus felvételt nyerhet. A gyereklétszám csökkenése természetesen érinti az iskolát is, ezért várhatóan a jövőben már nem tudják fenntartani az évfolyamonkénti 5 osztályt.
Az osztályszerkezet az alábbi:
- A osztályok: Általános gimnáziumi osztály
- B osztályok: Emelt történelem-emelt biológia
- C osztályok: Humán gimnáziumi osztály
- D osztályok: Reál gimnáziumi osztály
- E osztályok: Eurofakt gimnáziumi osztály

Az Andrássy Gyula Gimnázium és Kollégium, illetve jogelődjeiben érettségizettek száma:
| Iskola neve                   | Év        | Fő   |
| ----------------------------- | --------- | ---- |
| Rudolf Főgimnázium            | 1901–1932 | 955  |
| Rudolf Reálgimnázium          | 1933–1948 | 482  |
| Evangélikus Gimnázium (össz)  | 1901–1948 | 1437 |
| Állami Rózsa Ferenc Gimnázium | 1949–1991 | 6642 |
| Összesen                      | 1901–1991 | 8079 |

Mivel a 2006/2007-es tanévben 164 fő tett sikeres érettségit (1990 óta ez a jellemző arány), így az Andrássy Gyula Gimnáziumban és Kollégiumban, illetve jogelődjeiben végzett diákok létszáma körülbelül 2004 táján léphette át a bűvös 10 000 főt.

## Kollégium

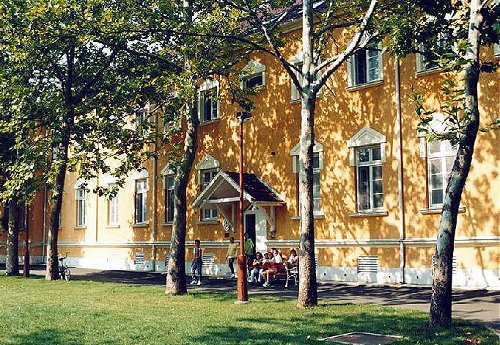
A leánykollégium

Az intézményhez tartozó kollégium két részből áll, egy fiú- és egy leánykollégiumból. Ezek az udvaron találhatóak, egymással szemben, hasonló elrendezésben és kinézetben. A leánykollégium szinte teljes kapacitásában ki van használva, oda csak a gimnázium tanulói juthatnak be, míg a fiú részlegben a kevesebb gimnáziumba jelentkező miatt más intézmények diákjai is felvételt nyerhetnek. A kollégisták tanulmányi átlaga 4,3 körül alakul.
| Felszereltség          | Fiú   | Leány  |
| Szobák száma           | 18    | 16     |
| Férőhely               | 92 fő | 100 fő |
| Zuhanyzó (szintenként) | 4 db  | 8 db   |
| Számítógép             | 8 db  | 13 db  |

Mindkét épületrészben található 1-1 társalgó, könyvtár, könyvtári olvasó, melegítőkonyha és konditerem. Ezen kívül a fiúkollégiumban kialakítottak egy vendégszobát (2 ágyas, zuhanyzó, WC, TV), illetve a leánykollégiumban egy szolgálati lakást (szoba, konyha, fürdőszoba, WC). Mindkét épület minősége az országos átlagon felüli, elhelyezkedésük kiváló, az iskola területén belül, közel a belvároshoz és a vasútállomáshoz és az autóbusz-pályaudvarhoz. Lakói ezt értékelik is.

## Eredmények
Az intézmény Békés vármegyében stabilan a legjobbak között van, a 2006-os rangsorban például az írásbeli felvételiken a megyében a legjobbnak bizonyult. Ezen kívül tanulói szép eredményeket érnek el az OKTV és egyéb más országos, megyei, illetve városi döntők eredményeiben is. A legtöbb bekerülő tanuló a békéscsabai Kazinczy Ferenc Általános Iskolából, a Lencsési Általános Iskolából, illetve a Petőfi Utcai Általános Iskolából kerül be. A környező településekről Békésről, Gyuláról, Kétsopronyból, Kondorosról, illetve Csorvásról érkeznek általában. A továbbtanulók jellemzően a Szegedi Tudományegyetemet, az ELTE-t, illetve a Magyar Agrár- és Élettudományi Egyetem békéscsabai karát választják felsőoktatási képzésük helyeként. A sikeresen felvettek aránya 80% körül mozog. Mindezen eredményeknek is köszönhető, hogy az ország legjobb egyeteme, Szegedi Tudományegyetem bázisiskolájává fogadta a gimnáziumot.

## Az iskolához kötődő híres személyek

### Egykori tanárok
- Mazán László, Schéner Mihály rajztanára
- Mladonyiczky Béla, szobrász
- Scholtz Endre festőművész
- Takács Győző, kerámikus, grafikus
- Zvarinyi Lajos  rajztanár, akinek tanítványai:Vidovszky Béla, Mazán László, Gulyás Sándor , Pokorny László  és Filipinyi Sámuel (szobrászművész)

### Egykori diákok
- Áchim L. András, politikus
- Dr. Aradszki András, országgyűlési képviselő (volt államtitkár), az Országgyűlés jegyzője
- Bajcsy-Zsilinszky Endre, politikus
- Baji Balázs, világbajnok bronzérmes gátfutó
- Balázs Samu, színművész
- Bencsik János, országgyűlési képviselő
- Berczik Zoltán, Európa-bajnok asztaliteniszező
- Dr. Biczók Imre, egyetemi tanár
- Bohus Richárd, úszó
- Boros János, fizikus
- Cs. Pataj Mihály, festőművész
- Dér Endre, író
- Ezüst György, festőművész
- Fajó János, Kossuth-díjas festőművész
- Dr. Fehér Dezső, címzetes egyetemi tanár
- Gulyás Dénes, festőművész
- Gulyás Sándor, festőművész
- Gurzó Ákos, marketing, kommunikációs és média szakértő
- Gyóni Géza, költő
- Gyöngyösi János, külügyminiszter
- Hursán Pál, atomfizikus, főiskolai tanár
- Joó Csilla, balettművész
- Láng Géza agrármérnök, akadémikus
- Lipták Pál, Kossuth-díjas könyvtáros, festő
- Lengyel András irodalomtörténész, muzeológus
- Mazán László, festőművész, tanár
- Mengyán András, szobrászművész
- Návai Anikó, riporter, műsorvezető[24]
- Dr. Palyusik Mátyás, címzetes egyetemi tanár
- Schéner Mihály, Kossuth- és Prima Primissima díjas festő
- Rábai Miklós, Kossuth-díjas érdemes művész, koreográfus
- Scholtz Endre festőművész
- Sebián-Petrovszki László, országgyűlési képviselő
- Dr. Sonkoly Kálmán, főorvos
- Stummer János, országgyűlési képviselő,
- Dr. Székely Lajos, egyetemi tanár
- Szente Vajk, színész, rendező, drámaíró, műsorvezető
- Dr. Sztaricskai Tibor, egyetemi tanár
- Timár Béla, színművész
- Dr. Tomka Pál, egyetemi tanár-matematikus
- Dr. Vasváry Béla, egyetemi tanár
- Várkonyi János, festőművész
- Vidovszky Béla, festőművész
- Zahorán Adrienn, rádióbemondó

## Az iskola igazgatói

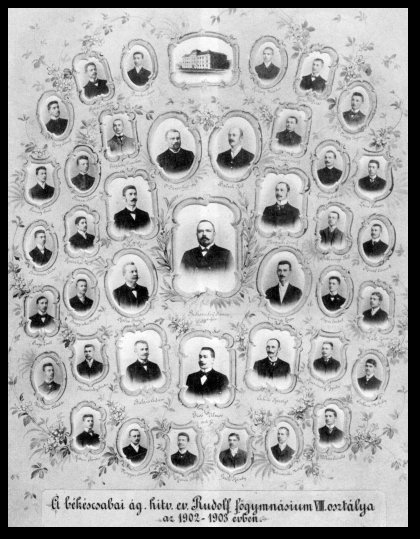
Az első érettségiző osztály 1903-ból

| Igazgató            | Év        |
| ------------------- | --------- |
| Breznyik János      | 1855–1858 |
| Mokry Sámuel        | 1858–1864 |
| Styaszny Soma       | 1864–1865 |
| Horváth János       | 1865–1895 |
| Bukovszky János     | 1895–1916 |
| Dr. Rell Lajos      | 1916–1936 |
| Pataki Sámuel       | 1936–1945 |
| Dr.Szeberényi Lajos | 1945–1949 |

| Igazgató         | Év        |
| ---------------- | --------- |
| Mengyán György   | 1949–1956 |
| Mergittai Dezső  | 1956–1957 |
| Kávási Ferenc    | 1957      |
| Böőr Ferenc      | 1957–1967 |
| Kruchió Gábor    | 1967–1992 |
| Komáromi István  | 1992–1997 |
| Dr. Kovács János | 1997–2007 |
| Komáromi István  | 2007–2018 |
| Szabó László     | 2018–     |

## Iskolai élet
Az iskolában hagyományosan pezsgő, élénk diákélet folyik, régebben minden télen indultak sítáborok Szlovákiába, Rózsahegyre Bárdos Tibor vezetésével. A tetőpont minden évben a „Rózsa-hét”.

### A „Rózsa-fesztivál”

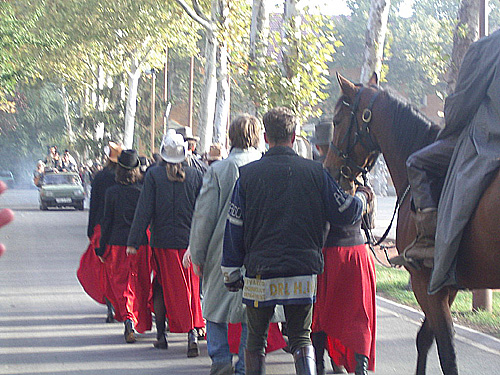
A 2004-es győztes, a 12.B

Az iskolában 1988 óta rendezik meg a nagy sikerű „Rózsa-fesztivál” elnevezésű rendezvényt, ami döntően a végzős osztályok közötti verseny, de ezen a héten van a gólyák közötti vetélkedő is. A „rózsás diákok” között a versenynek nagyon komoly tétje van, a benne résztvevők általában mindent megtesznek a sikerért. A hét alatt a 12.-es osztályok büfét üzemeltetnek, egyéb szórakoztató eseményeket szerveznek. A fesztivál általában október utolsó hetében, az őszi szünet előtti utolsó tanítási napokban kezdődik. Kedd délután indul a plakátolás. Szerdán, tanítás után van a "gólyák estje", ami a kilencedikes osztályok rövid műsorából, táncából és a "hivatalos gólyaesküből" áll. A csütörtöki napon az osztályokba látogatnak a 12.-esek, szól a zene, ingyen teát, süteményt osztogatnak a versengő csapatok. Ezen a napon kerül sor a végzős osztályok táncaira a szümetekben, majd este levetítik kampányfilmüket, mely témájukat mutatja be. Pénteken tanítás nélkül zajlik az élet, a 12.-es osztályok különféle programokkal várják diáktársaikat. Ezen a napon hirdetik ki a diákok szavazata alapján kikerülő győztest is. A nyertes megkapja az „iskola kulcsát”. Habár az iskola neve 2008-tól megváltozott, a diákok és a tanárok közös elhatározás alapján megtartották a Rózsa-fesztivál régi nevét.

### Diáktábor

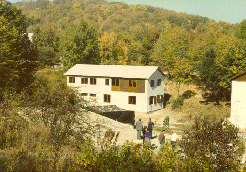
A bükkszentkereszti üdülő

Az iskola 1988-tól rendelkezik Bükkszentkereszten egy üdülővel, amit társadalmi munka keretében építettek fel. Kruchió Gábor, az iskola akkori igazgatója, a lelkes tanári kar és a diáksereg közös elhatározásával és áldozatos munkájával 1986-tól két év alatt építette fel az üdülőt. A kétszintes házat Batki József tervezte, végleges területe 252,8 m². A szobák mellett ebédlő, társalgó, teakonyha és zuhanyzók találhatók az épületben. Az udvaron sportpályákat alakítottak ki, és szalonnasütési lehetőség is van. A tiszta levegő és a csodás környezet miatt jelenleg az osztályok kedvenc kirándulóhelye, de a biológusok terepgyakorlatát, a nyelvszakosok nyári táborát és a sportolók üdülését is ide szervezi az intézmény.

### Énekkar
Hagyományosan minden év decemberében, általában az utolsó tanítási héten kerül sor a gimnázium tanulóinak előadásában a karácsonyi hangversenyre az iskola aulájában. Az évek során Rung tanárnő vezetésével nem volt olyan év, mikor is a diákok ne varázsoltak volna meghitt pillanatokat a falak közé. 1991. május 29-én Habsburg Ottó is ellátogatott az intézmény falai közé, akkor ő is meghallgatta a kórust.

### Szülők-Öregdiákok Alapítvány
Az intézmény egykori diákjai között hagyománynak számít, hogy támogatják kisebb-nagyobb összegekkel, illetve adójuk 1%-val egykori gimnáziumukat. A 2008-as évtől már alapítványi bált is szervez az iskola, amelynek bevételei szintén a kasszát gyarapítják. Ezeket az összegeket aztán a tehetséges diákok támogatására, táborozásokra, ajándékokra használja fel az iskola vezetése.

## Partnerintézmények
A Bihar-Békés középiskolai híd keretében az iskola 2003 és 2006 között együttműködött két nagyszalontai középfokú oktatási centrummal is, a Nagyszalontai Elméleti Líceummal és Nagyszalontai Mezőgazdasági Iskolacsoporttal. Jelenleg is intenzív kapcsolatok zajlanak az angliai Oxford városának középfokú intézményével, amellyel partnerséget ápol a gimnázium.